# 语言瞭望站
语言瞭望站（英語：Linguasphere Observatory）是一个跨国境的语言学网络研究计划。该计划于1983年在魁北克创建，随后以塞内加尔前总统利奥波德·塞达尔·桑戈尔的名义在诺曼底创立并注册为非盈利组织。这个计划的创始理事为David Dalby，他原为国际非洲研究所的理事。
语言瞭望站的研究中心现位于欧洲，在英国威尔士的卡马森郡和法国首都巴黎。